# Steinkiste im Bonhög
Die bronzezeitliche Steinkiste im Bonhög liegt am „Tommarps kirkoväg“ westlich von Hammarlöv in Schonen in Schweden. 
Die Steinkiste in dem etwa 4,5 m hohen Rundhügel von 21–25 m Durchmesser wurde 1892 von Oscar Montelius (1843–1921) teiluntersucht. Erhalten sind alle Randsteine und einige Deckensteine der Steinkiste, die sich unter einer Röse befindet, die von einem Erdhügel bedeckt war. Über Funde ist nichts bekannt.